# Дешково (Псковская область)
Дешково — деревня в Бежаницком районе Псковской области России. Входит в состав сельского поселения Бежаницкое.

## География
Деревня находится на юго-востоке центральной части Псковской области, в пределах Бежаницкой возвышенности, к северу от реки Шеловица, на расстоянии примерно 0,5 километра (по прямой) к юго-востоку от посёлка городского типа Бежаницы, административного центра района. Абсолютная высота — 111 метров над уровнем моря.

### Часовой пояс
Деревня Дешково, как и вся Псковская область, находится в часовой зоне МСК (московское время). Смещение применяемого времени относительно UTC составляет +3:00.

## История
До 2015 года входила в состав ныне упразднённой Бежаницкой волости.

## Население
| 2001 | 2002 | 2010 |
| ---- | ---- | ---- |
| 2    | ↘1   | ↘0   |

Согласно результатам переписи 2002 года, в национальной структуре населения русские составляли 100 %.